# Велибеков, Рза Халил оглы
Рза Халил оглы Велибеков (азерб. Rza Xəlil oğlu Vəlibəyov; 1903, Агаракаван, Эриванская губерния — 1974, Ереван) — армянский советский партийный деятель, редактор газеты «Советская Армения».

## Жизнь и деятельность
Рза Халил оглы Велибеков родился в 1903 году в селе Акерак Абаразанского района Эчмиадзинского уезда . Рза Велибеков дважды был редактором газеты «Совет Эрменистаны». После учёбы в 1924—1928-х годах в Закавказском коммунистическом университете он работал секретарем Басаркечарского райкома партии, а затем некоторое время был редактором газеты «Гызыл шафаг». Проработавший на должностях заведующего отделом ЦК КП Армении, народного комиссара юстиции Армянской ССР, заместителя председателя Совета Народных Комиссаров, в 1947—1949-х годах Рза Велибеков вновь был назначен редактором газеты «Совет Эрменистаны», в 1949—1962-х гг. занял должность первого заместителя министра просвещения Армянской ССР. Он также был депутатом Верховного Совета СССР и Армянской ССР. Рза Велибеков умер в Ереване в 1974 году. 
Несмотря на то, что в некоторых источниках указано, что он является единственным азербайджанцем, похороненным в ереванской Аллее почётного захоронения (в Пантеоне), это не так: на самом деле Велибеков похоронен на Центральном городском кладбище Тохмах. На надгробии указана русифицированная версия его имени — Риза Халилович Велибеков.

## Книги
- «Страницы из прошлого» (Ереван, 1969)